# Centro para la Conservación de la Diversidad Biológica
El Jardín Botánico-Centro para la Conservación de la Diversidad Biológica de la Academia de Ciencias de Polonia en polaco: Ogród Botaniczny - Centrum Zachowania Różnorodnosci Biologicznej PAN (CZRB PAN), es un jardín botánico y arboreto en las afueras de Varsovia, de unas 40 hectáreas de extensión que está previsto que llegue a 180 en un futuro no muy lejano. 
Es miembro del BGCI, y su código de identificación internacional como institución botánica, así como las siglas de su herbario es WARS.

## Localización
El jardín botánico se encuentra a unos 23 kilómetros del centro de Varsovia, próximo a la ciudad Konstancin-Jeziorna, en tierras de labranza con retazos de bosque natural en la parte norte, en donde el jardín linda con la reserva de naturaleza "bosque de Kabacki" y el parque de ocio Powsin.
Ogrod Botaniczny, Polskiej Akademii Nauk Powsin, P.O. Box 45, ul. Prawdziwka 2, 02-937 Warsaw-Varsovia 34, Poland-Polonia.
Planos y vistas satelitales.52°6′16.94″N 21°5′42.1″E / 52.1047056, 21.095028

## Historia
El jardín botánico se creó en 1974 como una unidad independiente dedicada a la investigación, de la Academia de Ciencias de Polonia, pues hasta entonces actuaba ya desde 1970 como un departamento para la recogida y conservación de Germoplasma dependiente del Instituto de Genética Vegetal.

## Colecciones
- Colección de plantas perennes,

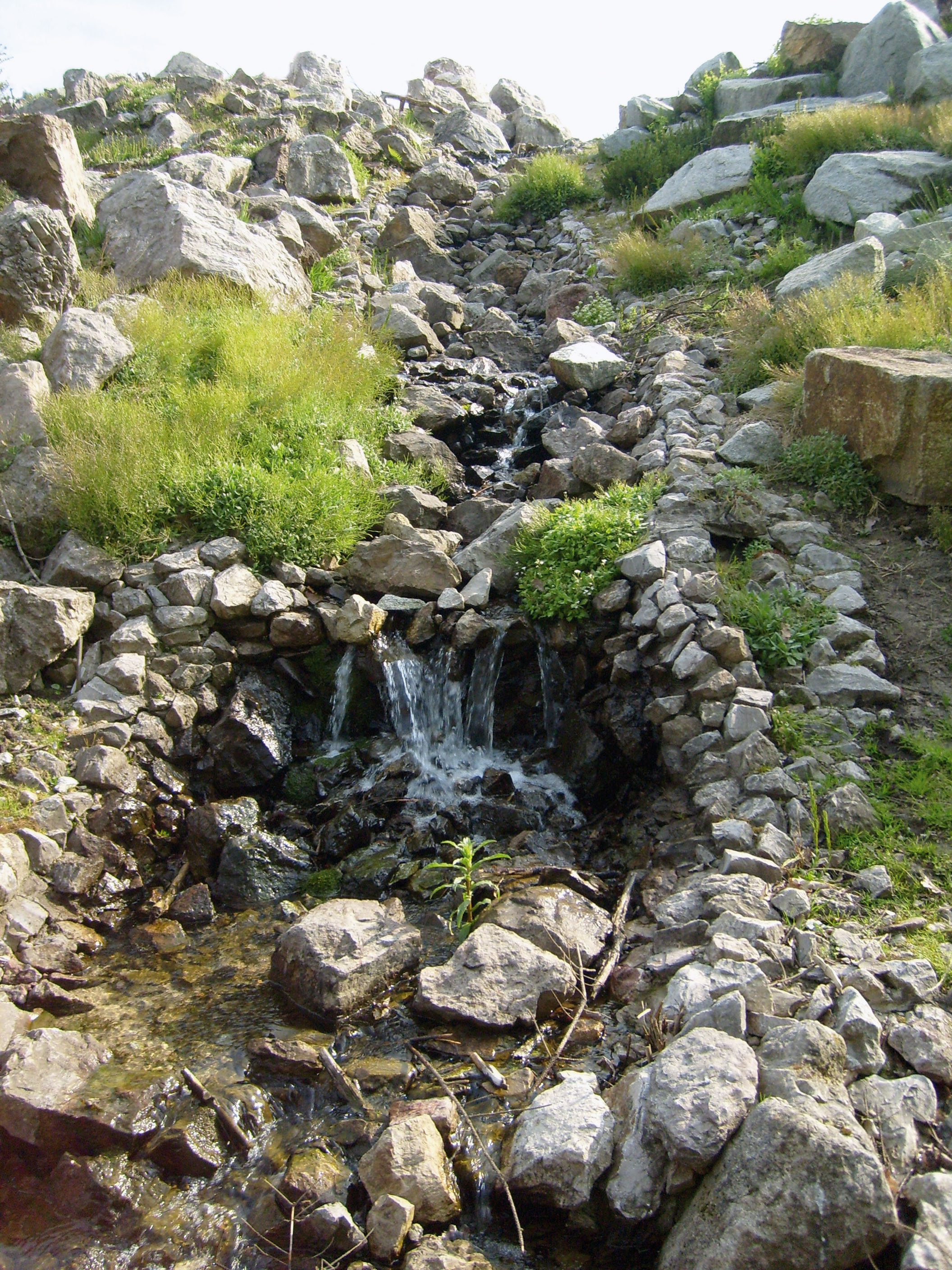
Cascada en la Rocalla del jardín botánico.

- Rocalla, en el 2003 se abrió una extensa colección dedicada a las plantas de las montañas de Polonia.
- Colección de plantas de bulbo,
- Colección de Lilium con 134 taxones.
- Iris con 300 taxones.
- Dhalias con 100 taxones
- Rosaleda,
- Invernaderos, modernas estructuras con unos 1300 m² de extensión dedicados para el cultivo de plantas tropicales, subtropicales y de los desiertos.
- Arboretum,

## Actividades
Hay cinco departamentos que dirigen y coordinan las actividades que aquí se realizan:
- Departamento para la conservación y la evaluación de la diversidad vegetal.
- Departamento de biotecnología vegetal
- Departamento de ecología aplicada
- Departamento de conservación de la Biodiversidad de Silesia superior (este departamento está situado fuera de Varsovia, actualmente en Racibórz en la región superior de Silesia (suroeste de Polonia) y su tarea principal es la de organizar el nuevo jardín botánico silesiano cerca de Katowice.)
- Departamento botánico de las colecciones hortícolas.